# 韓國地域對立
韓國地域對立，是指統一新羅至朝鲜王朝，朝鮮半島長達一千三百多年以來，韓國各道之间的矛盾。

## 全羅道－慶尚道對立
韓國全羅道人與慶尚道人不和，可以追溯到统一新羅時代，百济人成为新罗臣民。在高丽王朝时候，亦規定全羅道人不得為官。朝鲜王朝在鄭汝立之乱前，在这里提拔不少人才，之后视同化外。
在现代韓國，多数總統来自較富裕的慶尚道，只有金大中来自全羅道。民主化後，通過地方自治，多数全羅道人虽不满意庆尚道人，但已没以前嚴重。
此種現象尤以國會議員選舉與總統選舉時最為突出，慶尚道民眾傾向於支持保守派陣營，而全羅道民眾則傾向於支持自由派陣營，而首爾和其周邊範圍則存在競爭，勢力相當。
例如：

1992年大韓民國總統選舉結果，藍色代表金泳三得票較多，紅色代表金大中得票較多。金大中僅獲首爾及全羅道支持，金泳三在其餘地區勝出結果成功當選。
1997年大韓民國總統選舉結果，綠色代表金大中得票較多，藍色代表李會昌得票較多。李會昌僅獲江原道及慶尚道支持，金大中在其餘地區勝出結果成功當選。
2002年大韓民國總統選舉結果，綠色代表盧武鉉得票較多，藍色代表李會昌得票較多。李會昌僅獲江原道及慶尚道支持，盧武鉉在其餘地區勝出結果成功當選。
2007年大韓民國總統選舉結果，藍色代表李明博得票較多，橙色代表鄭東泳得票較多。鄭東泳僅獲全羅道支持，李明博在其餘地區勝出結果成功當選。
2012年大韓民國總統選舉結果，紅色代表朴槿惠得票較多，黃色代表文在寅得票較多。文在寅僅獲首爾及全羅道支持，朴槿惠在其餘地區勝出結果成功當選。
2017年大韓民國總統選舉結果，藍色代表文在寅得票較多，紅色代表洪準杓得票較多。洪準杓僅獲慶尚道（釜山及蔚山以外）支持，文在寅在其餘地區勝出結果成功當選。
2022年大韓民國總統選舉結果，藍色代表李在明得票較多，紅色代表尹錫悅得票較多。李在明僅獲全羅道、濟州道、仁川、世宗及曾經執政的京畿道支持，尹錫悅在其餘地區勝出結果成功當選。
2025年大韓民國總統選舉結果，藍色代表李在明得票較多，紅色代表金文洙得票較多。金文洙僅獲江原道及慶尚道支持，李在明在其餘地區勝出結果成功當選。

## 西北－東北歧視
朝鲜王朝對半島西北和東北地方如平安道與黃海道和咸鏡道人有歧视，在咸鏡道一帶，過去最主要民族是契丹人與女真人。朝鲜人是後來才來到。
朝鲜王朝建立后，对他们招撫，並出兵控制鴨綠江以南。在李满住與董山戰死後咸鏡道才成为朝鲜人的地方，平安道出身的人在李朝官吏叙用上受到長年歧视，引起後來两西大亂。

## 针对濟州歧視
濟州島以前稱州胡，有自己的君主與文化，與一般朝鲜文化不同，在朝鲜王朝統治後，和江華島是流配罪人（政爭敗陣的兩班與王族）的地方。此外，過去亦發生過四三事件。

## 美籍韓裔歧視
美籍韓裔喜剧演员玛格丽特因一个嘲讽朝鲜的喜剧节目，而受到涉嫌“种族歧视”的指责。而部分回流韓國居住的美籍韓裔因生活習慣和價值觀與主流韓國社會有所差異，亦有出現歧視的現象。